# Karol Chmiel (nauczyciel)
Karol Chmiel (ur. 5 czerwca 1891 w Cierlicku, zm. 23 czerwca 1954 w Cieszynie) – polski nauczyciel, działacz oświatowy i bibliotekarz.

## Życiorys
Od 1910 roku uczył w Starym Mieście, gdzie zorganizował bibliotekę, a od 1920 roku w Cieszynie. Tam działał od 1925 roku jako referent biblioteczny przy Zarządzie Głównym Macierzy Szkolnej. W latach 30. nauczyciel szkoły wydziałowej w Cieszynie.
W czasie II wojny światowej internowany w Tornyos Nadaska, zorganizował tam bibliotekę obozową i wydawał pisemko „Nasze Życie”. Po wojnie powrócił na Śląsk Cieszyński, gdzie zajmował się organizowaniem bibliotek szkolnych i powszechnych. Od 1946 roku był kierownikiem Powiatowej Biblioteki Publicznej w Cieszynie.
Zmarł w Cieszynie. Pochowany na Cmentarzu Ewangelicko-Augsburskim przy ul. Bielskiej (sektor 1-1-42).

## Ordery i odznaczenia
- Srebrny Krzyż Zasługi (9 listopada 1932)[2]